# The Quatermass Memoirs
The Quatermass Memoirs è un programma radiofonico trasmesso da BBC Radio 3 nel 1996 incentrata sul personaggio di Bernard Quatermass ideato da Nigel Kneale.

## Trama
La serie è divisa in tre parti: la prima comprende un monologo di Nigel Kneale sui retroscena della creazione e della scrittura delle serie originali degli anni cinquanta; la seconda comprende materiale d'archivio dalle produzioni originali; la terza è una storia del personaggio ambientata prima della quarta serie del 1979, che vede Quatermass che viene raggiunto da un reporter in Scozia, dove egli si è ritirato per scrivere la storia della sua vita.

## Produzione
Degli attori che hanno interpretato Quatermass solamente Andrew Keir e John Mills erano ancora vivi all'epoca; Keir accettò il ruolo. The Quatermass Memoirs è stato riprogrammato in diverse occasioni sulla stazione radio digitale BBC7 a partire dal 2003, e la serie è stata pubblicata in CD nel 2006.